# Exeristes roborator
Exeristes roborator là một loài tò vò trong họ Ichneumonidae.